# Marainville-sur-Madon
Marainville-sur-Madon ([maʁɛ̃ˈvil syʁ maˈdɔ̃] ) ist eine französische Gemeinde mit 98 Einwohnern (Stand: 1. Januar 2022) im Département Vosges in der Region Grand Est. Sie gehört zum Arrondissement Neufchâteau (bis 2024 Épinal) und ist Mitglied im Gemeindeverband Communauté de communes de Mirecourt Dompaire. Die Bewohner werden Marainvillois und Marainvilloises genannt.

## Geografie

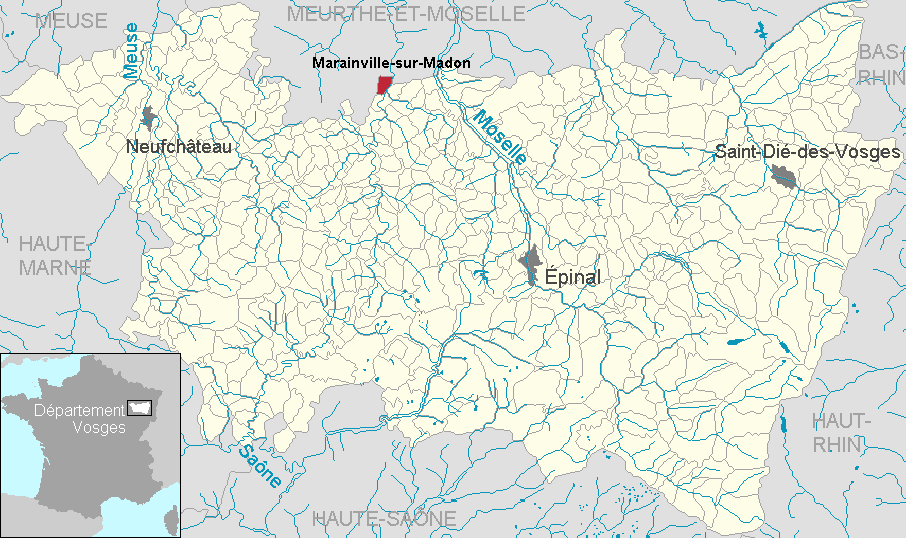
Lage der Gemeinde Marainville-sur-Madon im Département Vosges

Die Gemeinde Marainville-sur-Madon liegt etwa 30 Kilometer südlich von Nancy und 35 Kilometer nordwestlich von Épinal an der Grenze zum Département Meurthe-et-Moselle. Die nächstgelegenen Kleinstädte sind Mirecourt und Charmes in jeweils zwölf Kilometern Entfernung.
Marainville liegt am linken Ufer des Mosel-Zuflusses Madon, der die östliche Gemeindegrenze bildet. Nördlich des Dorfkerns mündet der Ruisseau le Beaulong, von Westen aus dem Saintois kommend, in den mäandrierenden Madon und unterbricht die sonst das Flussbett um 50 bis 100 Meter überragenden Hänge am linken Madonufer. Im Süden des Gemeindegebietes ist ein Uferhang auf einer Länge von 1500 Metern bewaldet, größtenteils besteht das 4,88 km² große Gemeindeareal aus Äckern und Wiesen.
Nachbargemeinden von Marainville-sur-Madon sind Jevoncourt im Norden, Bralleville im Nordosten, Battexey im Osten, Xaronval und Pont-sur-Madon im Süden sowie Diarville im Westen.

## Geschichte
Nahe Marainville-sur-Madon wurden 1977 Grabhügel entdeckt. Man fand Reste eines Streitwagens, in dem ein Würdenträger beerdigt wurde. Zu den Grabbeigaben gehörten ein Schwert mit einer Eisenklinge und einem bernsteinverzierten Elfenbeinknauf, des Weiteren Pferdegeschirr und ein bronzener Becher. Die Funde wurden auf das sechste vorchristliche Jahrhundert datiert und zeigen die umfangreichen Handelsbeziehungen des lothringischen Gebietes mit Ostsee- und Mittelmeerraum zu dieser Zeit.
1932 wurde der Gemeindename mit dem Zusatz -sur-Madon versehen, um sich besser von der Gemeinde Marainviller zu unterscheiden.

### Bevölkerungsentwicklung
| Jahr      | 1962 | 1968 | 1975 | 1982 | 1990 | 1999 | 2006 | 2014 | 2021 |
| Einwohner | 90   | 96   | 81   | 68   | 76   | 85   | 87   | 93   | 97   |

Im Jahr 1836 wurde mit 284 Bewohnern die bisher höchste Einwohnerzahl ermittelt. Die Zahlen basieren auf den Daten von cassini.ehess und INSEE.

## Sehenswürdigkeiten

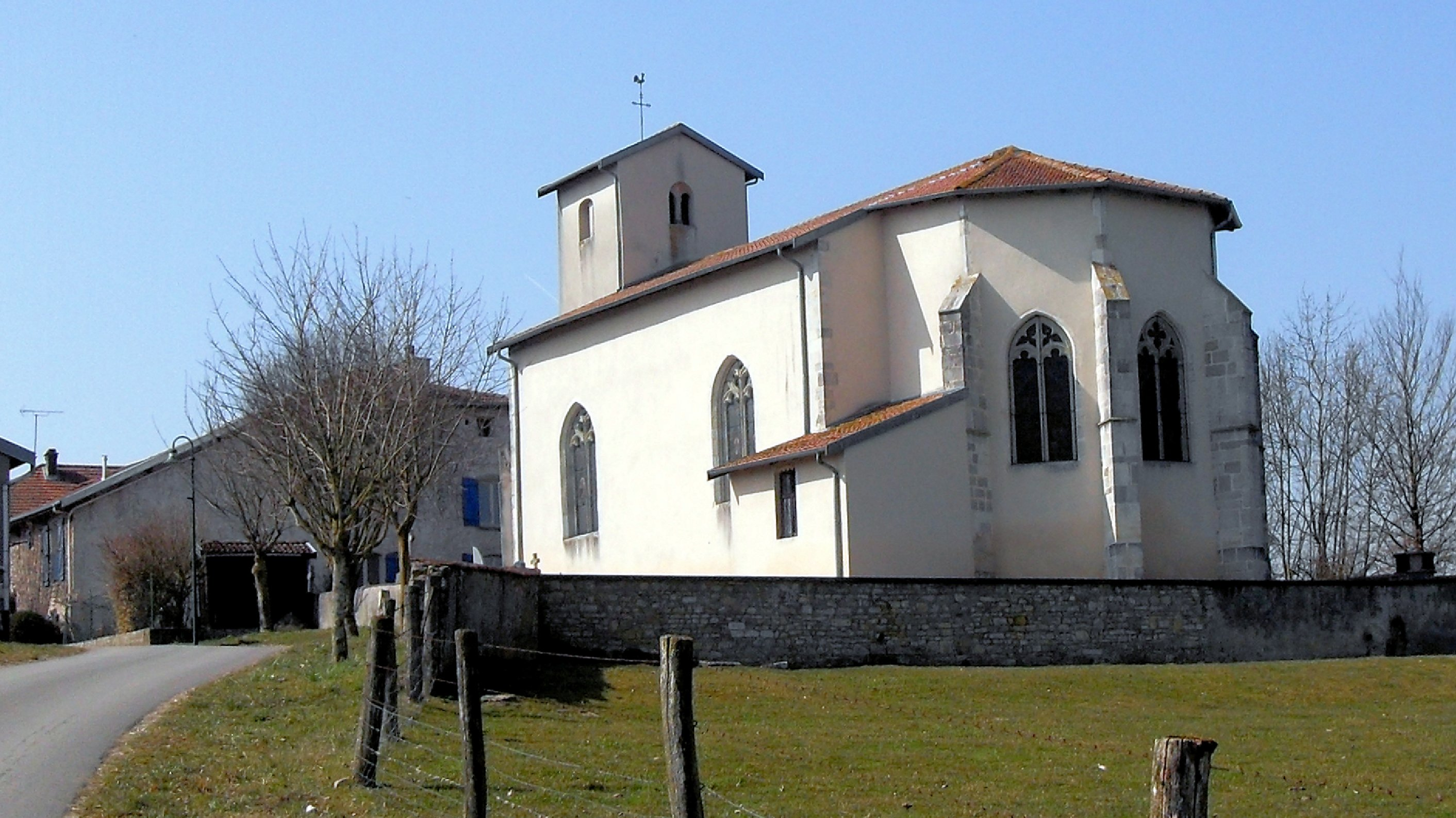
Kirche St. Martin

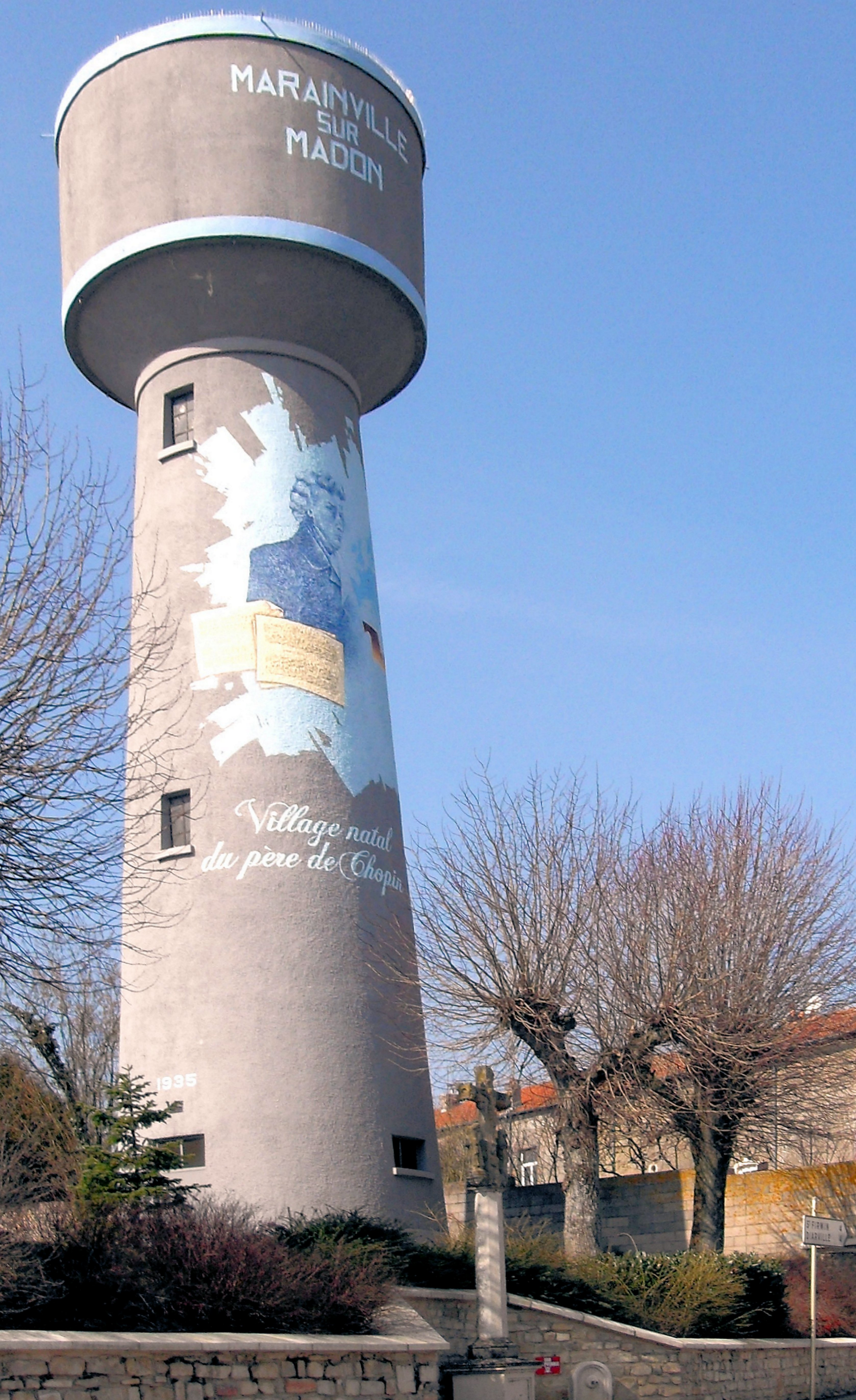
Chopin-Wasserturm

- Kirche Saint-Martin aus dem 19. Jahrhundert
- Wasserturm mit der Aufschrift „Marainville sur Madon. Village natal du père de Chopin“ (Geburtsort des Vaters von Chopin) und einem Bild desselben

## Wirtschaft und Infrastruktur
Marainville-sur-Madon ist ein typisches Bauerndorf. So sind im Ort sieben landwirtschaftliche Betriebe ansässig (Getreideanbau, Milchwirtschaft, Pferdezucht).
Die Departementsstraßen 33, 14 und 14g führen von Marainville-sur-Madon in die umliegenden Gemeinden. Der Anschluss Gripport der autobahnartig ausgebauten Route nationale 57 (Metz–Nancy–Épinal) liegt sieben Kilometer nordöstlich Marainvilles. Der nächste Bahnhof befindet sich in der drei Kilometer entfernten Gemeinde Diarville an der Bahnlinie Nancy–Dijon.

## Persönlichkeiten
Aus Marainville stammt Nicolas Chopin (polnisch Mikołaj Chopin; 1771–1844), französisch-polnischer Sprachlehrer, der Vater des polnischen Komponisten, Pianisten und Pädagogen Frédéric Chopin.

## Belege
1. ↑  Thème: Âge du fer In: thierry.koltes.free.fr, abgerufen am 24. Mai 2019
2. ↑  Ortsname auf cassini.ehess.fr
3. ↑  Marainville-sur-Madon auf cassini.ehess
4. ↑  Marainville-sur-Madon auf INSEE
5. ↑  Landwirtschaftsbetriebe auf annuaire-mairie.fr (französisch)